# Lista över fornlämningar i Enköpings kommun (Österunda)
Lista över fornlämningar i Enköpings kommun (Österunda) är en förteckning av ett urval av de fornlämningar som finns i Österunda i Enköpings kommun.
| Namn                        | Lämningstyp                      | Tillkomsttid | Historisk indelning | Plats | Läge                 | ID-nr          | Bild                                      |
| --------------------------- | -------------------------------- | ------------ | ------------------- | ----- | -------------------- | -------------- | ----------------------------------------- |
| Österunda 2:1               | Stensättning                     |              | Österunda, Uppland  |       | 59.811582, 17.129709 | 10030300020001 | Ladda upp en bild av detta fornminne      |
| Österunda 4:1               | Stensättning                     |              | Österunda, Uppland  |       | 59.807768, 17.129658 | 10030300040001 | Ladda upp en bild av detta fornminne      |
| Österunda 4:2               | Stensättning                     |              | Österunda, Uppland  |       | 59.807882, 17.129703 | 10030300040002 | Ladda upp en bild av detta fornminne      |
| Österunda 6:1               | Stensättning                     |              | Österunda, Uppland  |       | 59.807204, 17.129235 | 10030300060001 | Ladda upp en bild av detta fornminne      |
| Österunda 7:1               | Stensättning                     |              | Österunda, Uppland  |       | 59.822211, 17.123343 | 10030300070001 | Ladda upp en bild av detta fornminne      |
| Österunda 9:4               | Husgrund, förhistorisk/medeltida |              | Österunda, Uppland  |       | 59.820180, 17.128282 | 10030300090004 | Ladda upp en bild av detta fornminne      |
| Österunda 10:1              | Hög                              |              | Österunda, Uppland  |       | 59.820026, 17.126318 | 10030300100001 | Ladda upp en bild av detta fornminne      |
| Österunda 10:2              | Stensättning                     |              | Österunda, Uppland  |       | 59.819959, 17.126540 | 10030300100002 | Ladda upp en bild av detta fornminne      |
| Österunda 10:3              | Stensättning                     |              | Österunda, Uppland  |       | 59.819796, 17.126347 | 10030300100003 | Ladda upp en bild av detta fornminne      |
| Österunda 11:1              | Gravfält                         |              | Österunda, Uppland  |       | 59.821480, 17.129165 | 10030300110001 | Ladda upp en bild av detta fornminne      |
| Österunda 12:1              | Stensättning                     |              | Österunda, Uppland  |       | 59.822069, 17.127884 | 10030300120001 | Ladda upp en bild av detta fornminne      |
| Österunda 13:1              | Gravfält                         |              | Österunda, Uppland  |       | 59.821537, 17.133961 | 10030300130001 | Ladda upp en bild av detta fornminne      |
| Österunda 16:1              | Stensättning                     |              | Österunda, Uppland  |       | 59.822856, 17.121507 | 10030300160001 | Ladda upp en bild av detta fornminne      |
| Österunda 17:1              | Stensättning                     |              | Österunda, Uppland  |       | 59.820898, 17.119903 | 10030300170001 | Ladda upp en bild av detta fornminne      |
| Österunda 19:1              | Stensättning                     |              | Österunda, Uppland  |       | 59.821772, 17.118726 | 10030300190001 | Ladda upp en bild av detta fornminne      |
| Österunda 21:1              | Runristning                      |              | Österunda, Uppland  |       | 59.814277, 17.109665 | 10030300210001 | Ladda upp en till bild av detta fornminne |
| Österunda 22:1              | Runristning                      |              | Österunda, Uppland  |       | 59.813910, 17.111534 | 10030300220001 | Ladda upp en till bild av detta fornminne |
| Österunda 23:1              | Stensättning                     |              | Österunda, Uppland  |       | 59.820646, 17.115455 | 10030300230001 | Ladda upp en bild av detta fornminne      |
| Österunda 23:2              | Stensättning                     |              | Österunda, Uppland  |       | 59.820735, 17.115192 | 10030300230002 | Ladda upp en bild av detta fornminne      |
| Österunda 24:1              | Stensättning                     |              | Österunda, Uppland  |       | 59.821888, 17.110335 | 10030300240001 | Ladda upp en bild av detta fornminne      |
| Österunda 24:2              | Stensättning                     |              | Österunda, Uppland  |       | 59.821874, 17.110506 | 10030300240002 | Ladda upp en bild av detta fornminne      |
| Österunda 26:1              | Gravfält                         |              | Österunda, Uppland  |       | 59.809562, 17.111875 | 10030300260001 | Ladda upp en bild av detta fornminne      |
| Österunda 27:1              | Gravfält                         |              | Österunda, Uppland  |       | 59.807654, 17.115964 | 10030300270001 | Ladda upp en bild av detta fornminne      |
| Österunda 29:1              | Hög                              |              | Österunda, Uppland  |       | 59.807254, 17.103764 | 10030300290001 | Ladda upp en bild av detta fornminne      |
| Österunda 30:1              | Stensättning                     |              | Österunda, Uppland  |       | 59.807108, 17.102183 | 10030300300001 | Ladda upp en bild av detta fornminne      |
| Österunda 31:1              | Gravfält                         |              | Österunda, Uppland  |       | 59.804217, 17.095405 | 10030300310001 | Ladda upp en bild av detta fornminne      |
| Österunda 32:1              | Hög                              |              | Österunda, Uppland  |       | 59.810152, 17.095311 | 10030300320001 | Ladda upp en bild av detta fornminne      |
| Österunda 34:1              | Gravfält                         |              | Österunda, Uppland  |       | 59.816890, 17.092815 | 10030300340001 | Ladda upp en bild av detta fornminne      |
| Österunda 35:1              | Stensättning                     |              | Österunda, Uppland  |       | 59.817826, 17.088326 | 10030300350001 | Ladda upp en bild av detta fornminne      |
| Österunda 36:1              | Gravfält                         |              | Österunda, Uppland  |       | 59.819398, 17.082723 | 10030300360001 | Ladda upp en bild av detta fornminne      |
| Österunda 38:1              | Stensättning                     |              | Österunda, Uppland  |       | 59.827672, 17.065770 | 10030300380001 | Ladda upp en bild av detta fornminne      |
| Österunda 40:1              | Röse                             |              | Österunda, Uppland  |       | 59.815387, 17.094471 | 10030300400001 | Ladda upp en bild av detta fornminne      |
| Österunda 42:1              | Gravfält                         |              | Österunda, Uppland  |       | 59.813969, 17.091439 | 10030300420001 | Ladda upp en bild av detta fornminne      |
| Österunda 48:1              | Gravfält                         |              | Österunda, Uppland  |       | 59.799558, 17.094799 | 10030300480001 | Ladda upp en bild av detta fornminne      |
| (Aborrnäs) (Österunda 49:1) | Fästning/skans                   |              | Österunda, Uppland  |       | 59.819628, 17.151544 | 10030300490001 | Ladda upp en bild av detta fornminne      |
| Österunda 51:1              | Hällristning                     |              | Österunda, Uppland  |       | 59.803845, 17.098968 | 10030300510001 | Ladda upp en bild av detta fornminne      |
| Österunda 53:1              | Grav- och boplatsområde          |              | Österunda, Uppland  |       | 59.804006, 17.124801 | 10030300530001 | Ladda upp en bild av detta fornminne      |
| Österunda 54:2              | Grav markerad av sten/block      |              | Österunda, Uppland  |       | 59.803886, 17.120006 | 10030300540002 | Ladda upp en bild av detta fornminne      |
| Österunda 55:1              | Gravfält                         |              | Österunda, Uppland  |       | 59.803729, 17.118654 | 10030300550001 | Ladda upp en bild av detta fornminne      |
| Österunda 56:1              | Stensättning                     |              | Österunda, Uppland  |       | 59.802169, 17.118570 | 10030300560001 | Ladda upp en bild av detta fornminne      |
| Österunda 56:2              | Stensättning                     |              | Österunda, Uppland  |       | 59.802158, 17.118060 | 10030300560002 | Ladda upp en bild av detta fornminne      |
| Österunda 57:1              | Gravfält                         |              | Österunda, Uppland  |       | 59.802733, 17.120422 | 10030300570001 | Ladda upp en bild av detta fornminne      |
| Österunda 59:1              | Stensättning                     |              | Österunda, Uppland  |       | 59.791695, 17.132710 | 10030300590001 | Ladda upp en bild av detta fornminne      |
| Österunda 59:2              | Stensättning                     |              | Österunda, Uppland  |       | 59.791772, 17.132785 | 10030300590002 | Ladda upp en bild av detta fornminne      |
| Österunda 60:1              | Stensättning                     |              | Österunda, Uppland  |       | 59.799104, 17.113034 | 10030300600001 | Ladda upp en bild av detta fornminne      |
| Österunda 61:1              | Stensättning                     |              | Österunda, Uppland  |       | 59.798990, 17.111134 | 10030300610001 | Ladda upp en bild av detta fornminne      |
| Österunda 63:1              | Stensättning                     |              | Österunda, Uppland  |       | 59.817447, 17.089322 | 10030300630001 | Ladda upp en bild av detta fornminne      |
| Österunda 63:2              | Stensättning                     |              | Österunda, Uppland  |       | 59.817535, 17.089333 | 10030300630002 | Ladda upp en bild av detta fornminne      |
| Österunda 65:1              | Stensättning                     |              | Österunda, Uppland  |       | 59.803672, 17.116004 | 10030300650001 | Ladda upp en bild av detta fornminne      |
| Österunda 66:1              | Stensättning                     |              | Österunda, Uppland  |       | 59.803155, 17.115885 | 10030300660001 | Ladda upp en bild av detta fornminne      |
| Österunda 67:1              | Gravfält                         |              | Österunda, Uppland  |       | 59.803211, 17.117326 | 10030300670001 | Ladda upp en bild av detta fornminne      |
| Österunda 68:1              | Hög                              |              | Österunda, Uppland  |       | 59.803320, 17.117882 | 10030300680001 | Ladda upp en bild av detta fornminne      |
| Österunda 68:2              | Hög                              |              | Österunda, Uppland  |       | 59.803534, 17.117868 | 10030300680002 | Ladda upp en bild av detta fornminne      |
| Österunda 68:3              | Grav markerad av sten/block      |              | Österunda, Uppland  |       | 59.803432, 17.117770 | 10030300680003 | Ladda upp en bild av detta fornminne      |
| Österunda 69:1              | Hög                              |              | Österunda, Uppland  |       | 59.801522, 17.104495 | 10030300690001 | Ladda upp en bild av detta fornminne      |
| Österunda 69:2              | Stensättning                     |              | Österunda, Uppland  |       | 59.801457, 17.104325 | 10030300690002 | Ladda upp en bild av detta fornminne      |
| Österunda 69:3              | Stensättning                     |              | Österunda, Uppland  |       | 59.801366, 17.104278 | 10030300690003 | Ladda upp en bild av detta fornminne      |
| Österunda 74:1              | Stensättning                     |              | Österunda, Uppland  |       | 59.855662, 17.095068 | 10030300740001 | Ladda upp en bild av detta fornminne      |
| Österunda 74:2              | Stensättning                     |              | Österunda, Uppland  |       | 59.855560, 17.095592 | 10030300740002 | Ladda upp en bild av detta fornminne      |
| Österunda 74:3              | Stensättning                     |              | Österunda, Uppland  |       | 59.855735, 17.095477 | 10030300740003 | Ladda upp en bild av detta fornminne      |
| Österunda 76:1              | Stensättning                     |              | Österunda, Uppland  |       | 59.830291, 17.062785 | 10030300760001 | Ladda upp en bild av detta fornminne      |
| Österunda 76:2              | Stensättning                     |              | Österunda, Uppland  |       | 59.830338, 17.063107 | 10030300760002 | Ladda upp en bild av detta fornminne      |
| Österunda 81:1              | Stensättning                     |              | Österunda, Uppland  |       | 59.805429, 17.117580 | 10030300810001 | Ladda upp en bild av detta fornminne      |
| Österunda 93:1              | Stensättning                     |              | Österunda, Uppland  |       | 59.811618, 17.137723 | 10030300930001 | Ladda upp en bild av detta fornminne      |
| Österunda 95:1              | Stensättning                     |              | Österunda, Uppland  |       | 59.810247, 17.132621 | 10030300950001 | Ladda upp en bild av detta fornminne      |
| Österunda 102:1             | Stensättning                     |              | Österunda, Uppland  |       | 59.821433, 17.120974 | 10030301020001 | Ladda upp en bild av detta fornminne      |
| Österunda 103:1             | Röse                             |              | Österunda, Uppland  |       | 59.795985, 17.123427 | 10030301030001 | Ladda upp en bild av detta fornminne      |
| Österunda 105:2             | Stensättning                     |              | Österunda, Uppland  |       | 59.798559, 17.114787 | 10030301050002 | Ladda upp en bild av detta fornminne      |
| Österunda 105:3             | Stensättning                     |              | Österunda, Uppland  |       | 59.798664, 17.114688 | 10030301050003 | Ladda upp en bild av detta fornminne      |
| Österunda 107:1             | Hällristning                     |              | Österunda, Uppland  |       | 59.805629, 17.113770 | 10030301070001 | Ladda upp en bild av detta fornminne      |
| Österunda 108:1             | Hällristning                     |              | Österunda, Uppland  |       | 59.804582, 17.116271 | 10030301080001 | Ladda upp en bild av detta fornminne      |
| Österunda 109:1             | Hällristning                     |              | Österunda, Uppland  |       | 59.806656, 17.114421 | 10030301090001 | Ladda upp en bild av detta fornminne      |
| Österunda 109:2             | Hällristning                     |              | Österunda, Uppland  |       | 59.806562, 17.114463 | 10030301090002 | Ladda upp en bild av detta fornminne      |
| Österunda 111:1             | Hällristning                     |              | Österunda, Uppland  |       | 59.806293, 17.103003 | 10030301110001 | Ladda upp en bild av detta fornminne      |
| Österunda 112:1             | Hög                              |              | Österunda, Uppland  |       | 59.815868, 17.107743 | 10030301120001 | Ladda upp en bild av detta fornminne      |
| Österunda 115:1             | Hällristning                     |              | Österunda, Uppland  |       | 59.820016, 17.080435 | 10030301150001 | Ladda upp en bild av detta fornminne      |
| Österunda 173:1             | Hällristning                     |              | Österunda, Uppland  |       | 59.806998, 17.111319 | 10030301730001 | Ladda upp en bild av detta fornminne      |
| Österunda 174:1             | Hällristning                     |              | Österunda, Uppland  |       | 59.805647, 17.110247 | 10030301740001 | Ladda upp en bild av detta fornminne      |
| Österunda 175:1             | Hällristning                     |              | Österunda, Uppland  |       | 59.807281, 17.108332 | 10030301750001 | Ladda upp en bild av detta fornminne      |
| Österunda 177:1             | Hällristning                     |              | Österunda, Uppland  |       | 59.803129, 17.134087 | 10030301770001 | Ladda upp en bild av detta fornminne      |
| Österunda 180:1             | Hög                              |              | Österunda, Uppland  |       | 59.802632, 17.121956 | 10030301800001 | Ladda upp en bild av detta fornminne      |
| Österunda 180:2             | Stensättning                     |              | Österunda, Uppland  |       | 59.802638, 17.122494 | 10030301800002 | Ladda upp en bild av detta fornminne      |
| Österunda 181:1             | Stensättning                     |              | Österunda, Uppland  |       | 59.812179, 17.123105 | 10030301810001 | Ladda upp en bild av detta fornminne      |
| Österunda 182:1             | Hällristning                     |              | Österunda, Uppland  |       | 59.804448, 17.117227 | 10030301820001 | Ladda upp en bild av detta fornminne      |
| Österunda 183:1             | Hög                              |              | Österunda, Uppland  |       | 59.803049, 17.106768 | 10030301830001 | Ladda upp en bild av detta fornminne      |
| Österunda 183:2             | Stensättning                     |              | Österunda, Uppland  |       | 59.803196, 17.106847 | 10030301830002 | Ladda upp en bild av detta fornminne      |
| Österunda 187:1             | Hällristning                     |              | Österunda, Uppland  |       | 59.808781, 17.105070 | 10030301870001 | Ladda upp en bild av detta fornminne      |
| Österunda 196:1             | Hällristning                     |              | Österunda, Uppland  |       | 59.809650, 17.124800 | 10030301960001 | Ladda upp en bild av detta fornminne      |